# Patricia Alquinta
Magda Patricia Verónica Alquinta Valdivieso (Lima, 18 de junio de 1970), conocida como Patricia Alquinta, es una primera actriz, comediante y presentadora de televisión peruana, radicada en Miami. Es más conocida por el rol de "La Gata" en varios programas cómicos y por el rol estelar de Frida Tarareta en la serie televisiva Junta de vecinos 2.

## Biografía
Es medio hermana del músico Eduardo Alquinta.
Realiza sus estudios escolares en el Colegio Hijas de María Auxiliadora en Barrios Altos, Lima.
Inicia como modelo publicitaria en televisión.
En América Televisión participa en El barrio del movimiento junto a Luis Ángel Pinasco.
Entre 1990 y 1996, labora en el programa cómico Risas y salsa, donde se hace popular con el personaje de «La sorda» Posteriormente, se hizo popular con el personaje de «La gata», que se dedica a la entrevista a figuras políticas. Con «La gata» continuó realizando reportajes para el programa Cotorreando de Telemundo. Posteriormente, deja de trabajar en Telemundo para pasar a la cadena Univisión.
En 2008, sigue trabajando en la cadena Univisión para el programa Sábado gigante y Escándalo TV.
En 2010, regresa a las pantallas nacionales con el programa Desde Miami, y participa en la telenovela Perro amor.
En 2012, actúa en la telenovela Corazón valiente de Telemundo.
En 2019, regresa a la actuación con la telenovela peruana Chapa tu combi, en donde interpreta a Emperatriz.
En 2022, participa en la serie televisiva peruana Junta de vecinos 2, interpretando a Frida.
En 2025, participa en el programa El gran chef famosos como una versión «natural» de sí misma.

## Filmografía

### Cine
- Los 7 pecados capitales... y mucho más (1985).

### Televisión

#### Programas
- El barrio del movimiento (1986) como Ella misma y Miss "Segunda vuelta".
- Risas y Salsa (1990–1996) como Ella misma (Actriz cómica), "La Sorda", "La Barbie", "La Gata", Modelo y Varios Roles.
- Risas de América (1997–1999) como Ella misma (Actriz cómica), Modelo y Varios Roles.
- Lo mejor de Risas de América (2000).
- XXIV Minutazos (2001—2002) como Ella misma (Actriz cómica) y Varios Roles.
- Cueros y Carcajadas (2002) como Ella misma (Actriz cómica) y Varios Roles.
- Cotorreando como Ella misma (Reportera) y "La Gata".
- Sábado gigante como Ella misma (Presentadora).
- Escándalo TV como Ella misma (Presentadora).
- Desde Miami (2010) como Ella misma (Presentadora).
- Gisela, el gran show (2014) como Ella misma (Invitada).
- 2 a la N (2014) como Ella misma (Invitada).
- La Banda del Chino (2019) como Ella misma (Invitada).
- El gran chef famosos (2025) como Ella misma (Participante).

#### Series y telenovelas
- La guardia Serafina (1990–1994) como Prima de Serafina.
- El cuerpo del deseo (2005).
- Al Filo de la Ley (2005).
- Las dos caras de Ana (2006–2007) como Wendy Brown.
- Decisiones (2006–2007) como Varios roles.
- Perro amor (2010) como Patricia "Patty".
- Corazón de fuego (2011–2012) como Enfermera.[4]
- Corazón valiente (2012) como Úrsula Villalobos.
- Chapa tu combi (2019–2020) como Emperatriz Castro Solís de Becerra / "Emperatriz Zubieta Prada de Becerra".
- Junta de vecinos 2 (2022) como Frida María Tarareta.
- La rosa de Guadalupe Perú (2025) como Nidia (Episodio: Amar cuesta arriba).

## Distinciones
En Lima, en 2008, es nombrada "Embajadora del pisco" por APEC, junto a los actores Diana Quijano y Jorge Aravena.